# Escola d'Educació Infantil i Primària Lluís Vives (Castelldefels)
El Centre d'Educació Infantil i Primària a Castelldefels, que més tard s'anomenaria Escola d'Educació Infantil i Primària Lluís Vives de Castelldefels, és un edifici projectat per l'arquitecta catalana Carmen Pinós en 2003 i que es va finalitzar l'any 2006.
L'obra va ser encarregada per la Generalitat de Catalunya per concurs en 2003, a l'arquitecta Carme Pinós Desplat va comptar amb la col·laboració dels arquitectes: Juan Antonio Andreu, Matteo Caravatti, David Sebastián, Philip Hotzius, Samuel Arriola i Agustín Pérez Torres. Per a l'estructura del projecte es va comptar amb Brufau, mentre que les instal·lacions van quedar en mans de RC Enginyers. Els mesuraments i pressupostos els va dur a terme CBA Josep Camps. L'obra es va acabar en 2006 i es va utilitzar una superfície 4.288 m2, dels quals es van construir 3.496 m². El pressupost de la licitació va ser de 3.796.100 €, mentre que al final el cost total va ser de 4.121.623 €. La constructora que va realitzar l'obra va ser COPCISA.
Es va construir en un solar que presentava, per a l'equip d'arquitectes responsables del projecte, entre ells Carme Pinós, dos problemes importants: l'exposició de les vistes enfront dels habitatges propers a un costat del solar; i el soroll del tren que passa per les vies del costat oposat.
Això es va solucionar evitant la connexió visual des de l'interior de les aules amb els habitatges, amb aquesta solució s'aconseguia al temps separar també l'àrea de jocs, que es desenvolupa entre els braços de l'edifici d'aules i les vies del tren de rodalies.
L'edifici es desenvolupa en dos braços que sembla emboliquen la zona central d'esbarjo i presenta diverses plantes. En la planta baixa es distribueixen lliurement les zones d'ús més públic, amb façana de vidre transparent en tots dos costats, cosa que dona una visió de l'espai que està enmig del jardí, en el qual es disposen l'àrea de jocs i el pati d'entrada al centre.
Per la seva banda en l'alta es distribueixen totes les aules que el centre necessita, que es presenten unides per corredors perifèrics, que miren cap a l'interior del solar, al pati, mentre que la seva façana més tancada i protegida acústicament dels sorolls del ferrocarril, és la més exterior.
La segregació d'usos per plantes queda clara en la composició de les façanes que se situen en paral·lel al carrer, i en les quals es produeix una lleugera reculada de la planta baixa donant lloc a una espècie de sòcol que serveix de suport per a les plantes superiors.
Per la seva banda la façana paral·lela a les vies del tren és continuació de la coberta, i està inclinada i revestida amb el mateix material de xapa metàl·lica. Per altra banda, el passadís d'accés a les aules queda il·luminat de manera natural per grans finestrals. Finalment, internament la façana és un revoco blanc. La volumetria es fracciona i s'aixeca únicament una planta, donant al pati una sensació d'un habitatge.
Per aconseguir la major protecció acústica l'equip responsable del projecte va comptar amb l'assessorament de l'enginyer acústic Higini Arau, treballant amb l'estructura i els tancaments perquè el soroll no es transmetés a l'interior de l'edifici.